# Nicolae Soare
Nicolae Soare (n. 16 aprilie 1964, București) este un fost jucător român de fotbal. 
A început să joace fotbal la vârsta de 10 ani la centrul de copii si juniori al echipei Steaua București avândul ca antrenor pe celebrul șlefuitor de talente profesorul Francisc Fabian. Odată cu înființarea proiectului "Luceafărul București" a participat la selecțiile de la Simeria făcute începând cu vara anului 1978 si fiind selecționat, rămânând la Luceafărul până in anul 1981. Printre jucătorii de atunci se numărau Țone, Mirea, Gheorghiu, Pascu, Popescu si alții. In 1981 revine la clubul Steaua unde face parte din echipa de tineret-speranțe avândul ca antrenor pe Lajos Sătmareanu. Printre colegii săi de echipă se numărau "Tom" Cristea, Dorel Țone, Gigi Olteanu, Nae Nasta, Dan Gherasim, etc. 
În primul an de seniorat, in campionatul 1982/1983, se transferă la Politehnica Iași unde in martie 1983 debutează in divizia A la Pitești împotriva lui FC Argeș, scor 0-2. Printre jucătorii de atunci de la Iași se numărau Simionaș, Ursu, Romilă, Cioacă, Nemțeanu. După numai un an se transferă la Dunărea CSU Galați unde va activa in sezonul 1983/1984. Aici a înscris si primul său gol din Divizia A, meci susținut in deplasare la Corvinul Hunedoara încheiat cu scorul de 2-2. Cu toate că Dunărea Galați nu reușeste să se salveze de la retrogradare, memorabilă rămâne totuși partida susținută pe teren propriu în compania echipei Steaua București, câștigată pe merit cu scorul de 3-1.
În vara anului 1984 revine la Steaua unde are colegi pe majoritatea jucătorilor care in mai 1986 câștigau Cupa Campionilor Europeni. În turul campionatului 1984/1985 reușeste să evolueze la Steaua numai in două meciuri de campionat, fapt care îl determină să se transfere din ianuarie 1985 la ASA Târgu Mureș unde trăiește cel mai bun sezon al său din divizia A, având o contribuție majoră la ocuparea locului 6 in clasamentul diviziei A, loc de participare în cupa balcanică.  Printre marii jucatori de atunci se numărau Naste, Szabo, Ispir, Popa, Ciorceri, Munteanu, Botezan, Costel Ilie, Fodor si mulți alții.
Rămâne la ASA încă două sezoane unde trăiește amarul unei retrogradări (1985/1986) și în anul următor bucuria repromovării in divizia A după care se transferă din sezonul 1987/1988 la Gloria Bistrița. Antrenorii din perioada 1987 - 1990 au fost în ordine cronologică Constantin Cernăianu, Ștefan Coidum si Remus Vlad. În acest timp a avut onoarea să joace alături de marii jucători ai Gloriei precum Ghiță Hurloi, Florea, Ică Moga, Nalați, Nicolae, Sigmirean, Manea, Czervenski, Sigmirean, Pascu Costin, Meszaros si mulți alții. În sezonul promovării in divizia A își aduce aportul numai în tur după care se hotărăște să-și urmeze viitoarea lui soție în Germania.
Internațional se remarcă prin participarea lui cu echipa U21 a României la preliminariile campionatului european unde ratează de puțin o calificare memorabilă in dauna Angliei. Singura prezența în echipa națională a României a fost în amicalul împotriva reprezentativei Chinei, meci câștigat la Buzău cu scorul de 1-0, gol înscris de Gabi Balint.
În Germania rămâne fidel jocului de fotbal unde va mai juca in liga a patra germană până în anul 2003.
Este căsătorit cu Corina Făgărășeanu, au doi copii și locuiesc la 25 de km de Frankfurt.
În prezent este contabil la o firmă de consultanți fiscali, unde lucrează din 2001.
Iubirea pentru fotbal i-a fost dăruită de tatăl său, fostul mare comentator radio, Nicolae Soare (1932-2010), unul dintre cei mai buni crainici sportivi ai radioului din România.